# 宣和
宣和（1119年二月—1125年）是宋徽宗的第六个年号和最后一个年号。北宋使用宣和这个年号一共7年。宣和七年十二月宋钦宗即位沿用。

## 年號含義
由于当时改元仓促，就用宣和殿中的“宣和”两字作为年号。

## 改元
- 重和二年——二月一日，有詔改元宣和。[2][3]
- 宣和七年——十二月二十九日，有詔明年改元靖康。[4][5]

## 紀年對照表
| 宣和 | 元年   | 二年   | 三年   | 四年   | 五年   | 六年   | 七年   |
| ---- | ------ | ------ | ------ | ------ | ------ | ------ | ------ |
| 公元 | 1119年 | 1120年 | 1121年 | 1122年 | 1123年 | 1124年 | 1125年 |
| 干支 | 己亥   | 庚子   | 辛丑   | 壬寅   | 癸卯   | 甲辰   | 乙巳   |

## 大事记
- 宣和六年——辽国与金国在中京决战，辽败。
- 宣和六年——耶律大石称王，率部西迁，建立西辽。
- 宣和六年——金国在上京建立首都。
- 宣和六年正月——西夏崇宗表示降金，金割阴山以南、吐禄泊以西地面给夏。
- 宣和六年三月——西夏向金称臣。

## 出生
- 宣和元年——完颜合剌，金朝第三位皇帝

## 同期存在的其他政权年号
- 中國
  - 永樂（1120年－1121年）：北宋時期—方臘之年號
  - 天慶（1111年－1120年）：遼—遼天祚帝耶律延禧之年號
  - 保大（1121年－1125年）：遼—遼天祚帝耶律延禧之年號
  - 建福（1122年）：北遼—宣宗耶律淳之年號
  - 德興（1122年）：北遼—德妃蕭普賢女之年號
  - 神曆（1123年）：北遼—梁王耶律雅里之年號
  - 天復（1123年）：奚—回離保之年號
  - 天嗣（1123年）：奚—蕭幹之年號
  - 延慶（1124年－1133年）：西遼—德宗耶律大石之年號
  - 天輔（1117年－1123年）：金—金太祖完顏阿骨打之年號
  - 天會（1123年－1137年）：金—金太宗吳乞買、金熙宗完颜亶之年號
  - 元德（1119年－1127年）：西夏—夏崇宗李乾順之年號
  - 文治（1110年－1121年）：大理—段正嚴之年號
  - 嘉永（1122年－1128年）：大理—段正嚴之年號
- 越南
  - 會祥大慶（1110年－1119年）：李朝—李乾德之年號
  - 天符睿武（1120年－1126年）：李朝—李乾德之年號
- 日本
  - 元永（1118年－1120年）：鳥羽天皇之年号
  - 保安（1120年－1124年）：鳥羽天皇與崇德天皇之年号
  - 天治（1124年－1126年）：崇德天皇之年号

## 深入閱讀
- 李崇智. . 北京: 中華書局. 2004年12月. ISBN 7101025129.
- 鄧洪波. . 臺北: 國立臺灣大學東亞經典與文化研究計劃. 2005年3月  [2021-11-19]. ISBN 9789860005189. （原始内容 (pdf)存档于2007-08-25）.

| 前一年號： 重和 | 北宋年号 | 下一年號： 靖康 |